# ATC-kod B02: Hemostatika
ATC-kod B02: Hemostatika är en del av klassificeringssystemet ATC (Anatomical Therapeutic Chemical Classification System) för läkemedel och vissa andra medicinska produkter. ATC utvecklas av WHO och består av alfanumeriska koder indelade i grupper utifrån anatomi, medicinsk funktion och läkemedelstyp på 5 olika kodnivåer. Denna sida utgör innehållet i en specifik grupp på nivå 2.

## B02AFibrinolyshämmandemedel

### B02AAAminosyror
B02AA01 Aminokapronsyra
B02AA02 Tranexamsyra
B02AA03 Aminometylbensoesyra

### B02ABProteinashämmandemedel
B02AB01 Aprotinin
B02AB02 Alfa 1-antitrypsin
B02AB03 C1-hämmare
B02AB04 Kamostat

## B02BVitamin Koch andrakoagulationsfaktorer

### B02BAVitamin K
B02BA01 Fytomenadion
B02BA02 Menadion

### B02BBFibrinogen(faktor I)
B02BB01 Humant fibrinogen

### B02BC Lokalahemostatika
B02BC01 Gelatin, härdat
B02BC02 Cellulosa, oxiderat
B02BC03 Tetragalakturonsyrahydroximetylester
B02BC05 Adrenon
B02BC06 Trombin (faktor II, bovin)
B02BC07 Kollagen
B02BC08 Kalciumalginat
B02BC09 Epinefrin
B02BC10 Fibrinogen, human
B02BC30 Kombinationer

### B02BDAntihemofilifaktorer
B02BD01 Koagulationsfaktor IX, faktor II, faktor VII och faktor X i kombinationer
B02BD02 Antihemofilifaktor A (faktor VIII)
B02BD03 Aktiverat protrombinkomplex mot faktor VIII-antikroppar
B02BD04 Antihemofilifaktor B (faktor IX)
B02BD05 Koagulationsfaktor VIIa
B02BD06 von Willebrandfaktor och antihemofilifaktor VIII i kombination
B02BD07 Koagulationsfaktor XIII
B02BD08 Eptacog alfa, aktiverad
B02BD09 Nonacog alfa
B02BD30 Trombin

### B02BX Övrigahemostatikaför systemiskt bruk
B02BX01 Etamsylat
B02BX02 Karbazokrom
B02BX03 Batroxobin
B02BX04 Romiplostim

### Engelska
- WHO Collaborating Centre for Drug Statistics Methodology - ATC Index
- WHO Collaborating Centre for Drug Statistics Methodology - ATCvet Index

### Svenska
- SIL online
- FASS.se - ATC
- FASS.se - Veterinär-ATC
- Sök läkemedelsfakta - Läkemedelsverket
- Socialstyrelsen : Klassifikationer
- Nationellt produktregister för läkemedel - NPL